# Meridyrias
Meridyrias là một chi bướm đêm thuộc họ Erebidae.